# Jason Slater
Jason Slater, ameriški glasbenik, producent plošč, mešalec in tekstopisec, * 8. marec 1971, † 9. december 2020
Jason je bil eden izmed ustanovnih članov skupine Third Eye Blind .  V njej je nastopal na mestu basista. Po zapustitvi benda je nastopal tudi v vlogi basista, tekstopisca in producenta plošč rock skupin Snake River Conspiracy, Microdot, Revenge of the Triads ter tudi kratkotrajnega rap rock projekta Brougham .

## Življenjepis
Odraščal je v Paolo Altu v Kaliforniji, kjer je bil eden izmed ustanovnih članov bendov Third EyeBlind, Brougham in Snake River Conspiracy. Slater je sodeloval pri številnih projektih, vključno s štirimi albumi  rock skupine Queensryche.
Umrl je v starosti 49 let 9. decembra 2020 zaradi odpovedi jeter v bolnišnici na Mauiju na Havajih.

## Diskografija
- Interstate '76 - Interstate '76 (producent) (1997)
- Le Cock Sportif - Brougham (producent, tekstopisec, basist) (2000)
- Sonic Jihad - Snake River Conspiracy (producent, tekstopisec, basist) (2000)
- Letting Go - Earshot (producent) (2002)
- Metafour - Slaves on Dope (producent, mešalec) (2003)
- Hura za temno snov - Enemy skupaj z Troy Van Leeuwen (producent, tekstopisec) (2005)
- Operacija: Mindcrime II - Queensrÿche (producent) (2005)
- Ameriški vojak - Queensrÿche (producent) (2009)
- Posvečeno kaosu - Queensrÿche (producent) (2011)
- Frekvenca neznana - Queensrÿche (producent) (2013)